# Rézvörös lakkostapló
A rézvörös lakkostapló (Ganoderma cupreolaccatum) a pecsétviaszgombafélék családjába tartozó, Európában elterjedt, bükkök, tölgyek törzsén élő, nem ehető gombafaj. 

## Megjelenése

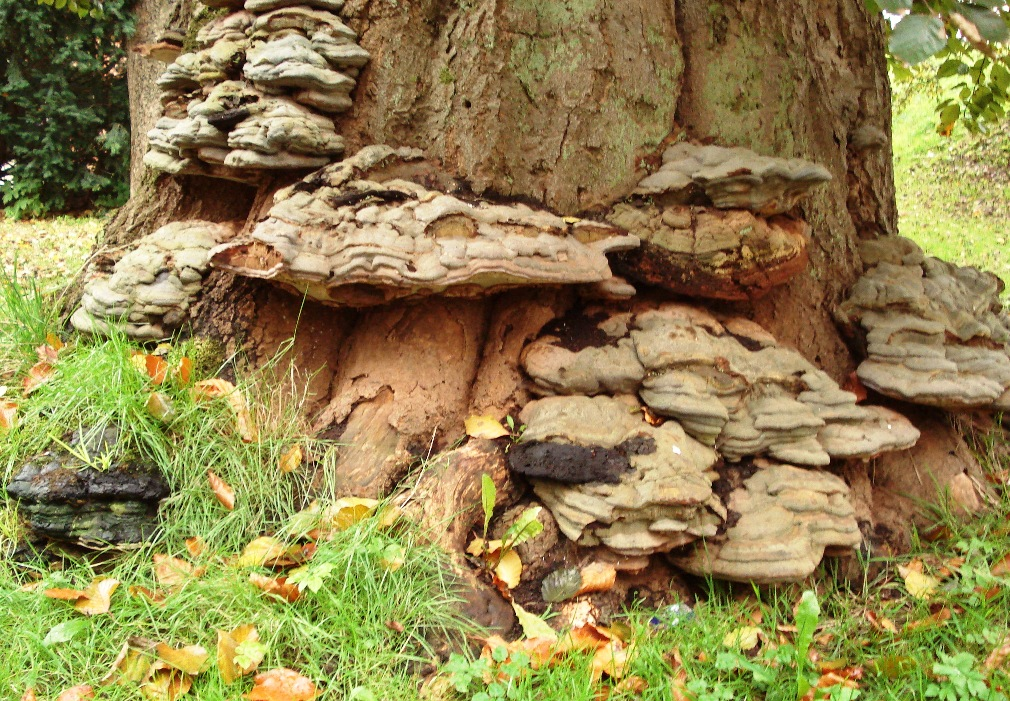

A rézvörös lakkostapló termőteste konzolos, 20-50 cm széles, 5-12 cm vastag és akár 25 cm-re nyúlik ki a fatörzsből. Széle fiatalon lekerekített, idősen élesebb. Felszínét lakkosan fénylő bevonat borítja,a mely láng hatására megolvad; rajta körkörös, hullámos ráncok láthatók. Színe vörösbarna, rézbarna, a a növekedő széle felé inkább sárgásbarna. Idős korban a felszíne feltöredezik, megfeketedik. 
Alsó termőrétege lyukacsos. A pórusok kb. kerekdedek, szűkek (4-5/mm), max 2 cm mélyek. Színük fiatalon halvány, később sötétebb krémszín vagy okkeres. Néha szabálytalan barna foltok láthatók rajta. 
Húsa fás, sötétbarna. Szaga kellemes, méz- vagy méhviaszszerű. Íze nem jellegzetes.  
Spórapora sötétbarna. Spórájának alakja levágott csúcsú tojásdad, kettős falú, a belső fal apró szemölcsökkel díszített; mérete 9-11,5 x 6-9 µm.

### Hasonló fajok
Rokonaitól (óriás lakkostapló, deres tapló) termőhelye és színe különíti el, megbízhatóan csak mikroszkóppal lehet azonosítani.  

## Elterjedése és termőhelye
Európában honos. Magyarországon ritka.
Idős, legyengült vagy elhalt lombos fák (főleg bükk, esetleg tölgy) tövén található meg. Szaprobionta vagy enyhén parazita életmódot folytat. A termőtest évelő, egész évben látható. A spórák nyár végén, ősszel érnek.
Nem ehető. Magyarországon 2013 óta védett, természetvédelmi értéke 5000 Ft.